# Balamut
Balamut (russisk: Баламут) er en sovjetisk spillefilm fra 1978 af Vladimir Rogovoj.

## Medvirkende
- Vadim Andrejev som Pjotr Gorokhov
- Natalja Kaznatjeeva som Anja
- Nikolaj Denisov som Sanja
- Vladimir Sjikhov som Ogorodnikov
- Valentina Kljagina som Katja